# Mérou pintade
Epinephelus chlorostigma
Espèce
Synonymes
- Bodianus melanurus Geoffroy Saint-Hillaire, 1817
- Ephinephelus areolatus (Forsskal, 1775)
- Epinephelus angularis (Valenciennes, 1828)
- Epinephelus areolatus Forsskal, 1775 (préféré par UICN)
- Epinephelus craspedurus Jordan & Richardson, 1910
- Epinephelus waandersii Bleeker, 1859
- Perca areolata Forsskal, 1775
- Serranus celebicus Bleeker, 1851
- Serranus glaucus Day, 1871
- Serranus waandersii Bleeker, 1859

Statut de conservation UICN

 LC  : Préoccupation mineure
Le Mérou pintade (Epinephelus chlorostigma) est une espèce de mérou de la famille des Serranidae.
Le Sultanat d'Oman lui a dédié un timbre, émis en 1999.

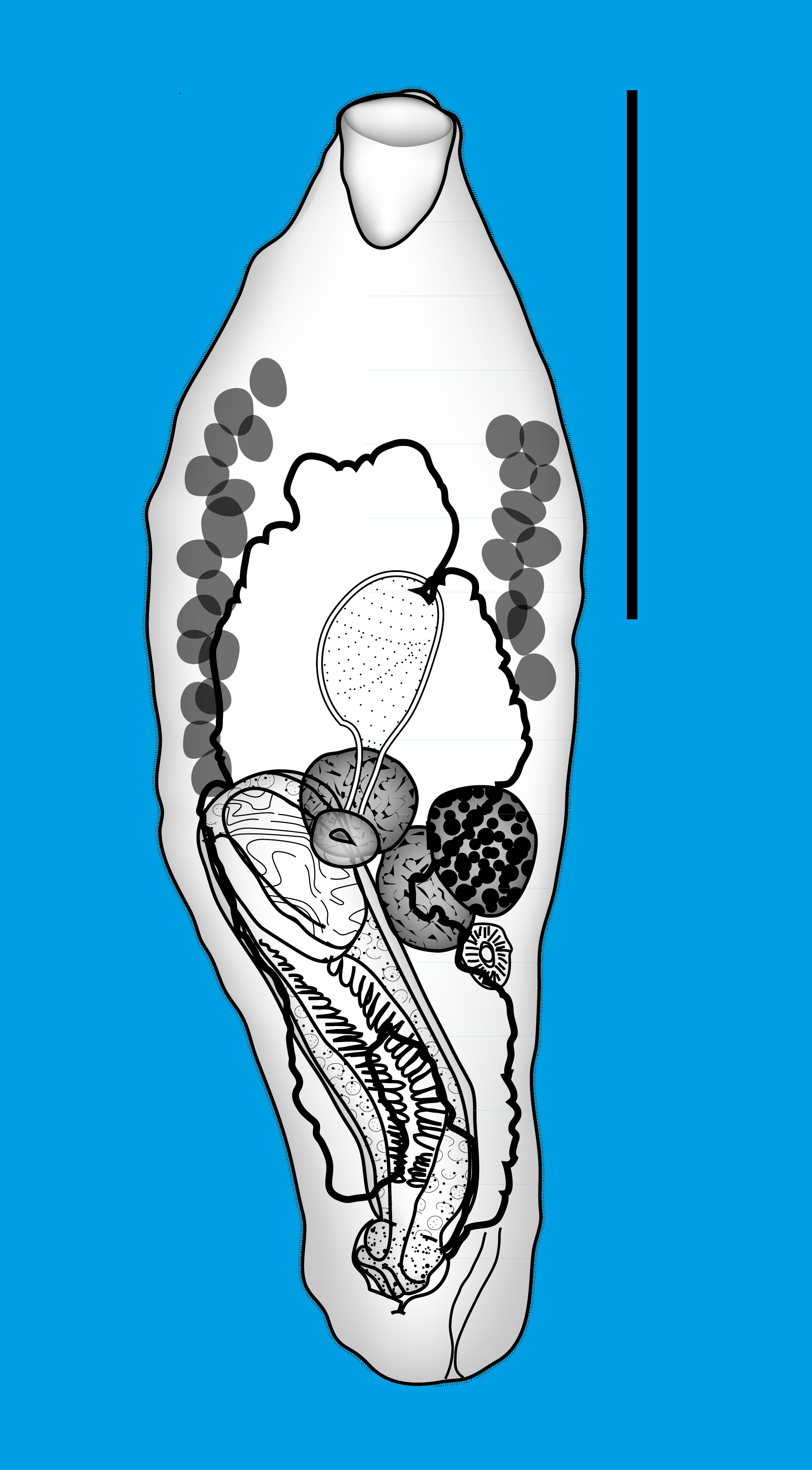
Neidhartia lochepintade Bray & Justine, 2013, parasite intestinal dEpinephelus chlorostigma en Nouvelle-Calédonie

Comme d'autres poissons, le mérou pintade a de nombreux parasites, y compris plusieurs espèces de monogènes sur ses branchies,, et le digène Neidhartia lochepintade dans son intestin. Ce parasite tient son nom du nom calédonien du poisson, "loche pintade".